# Saint Kitts och Nevis i panamerikanska spelen
Saint Kitts och Nevis i panamerikanska spelen styrs av Saint Kitts och Nevis Olympiska Kommitté i de panamerikanska spelen. Nationen deltog första gången i de panamerikanska spelen 1995 i Mar del Plata.